# Pierre Allorge
Pierre Allorge (Paris, 12 de Abril de 1891 — Paris, 21 de Janeiro de 1944) foi um botânico especializadao em criptogâmicas que se notabilizou pelos seus estudos sobre hepáticas e pelo seu pioneirismo na área da biogeografia e da fitossociologia europeia. Foi membro e presidente da Société botanique de France (1913) e professor titular da cadeira de Criptogâmicas do Muséum national d'histoire naturelle a partir de 1933.
Doutorou-se na Universidade de Paris, na especialidade de Ciências Naturais, com uma dissertação intitulada Les Associations végétales du Vexin français, em sessão pública realizada a 24 de Novembro de 1922, perante um júri presidido por Gaston Bonnier. 
Com a colaboração da esposa, a briologista de origem russa Valentine Allorge (1888-1977), efectuou mais de duas dezenas de expedições na Península Ibérica, Córsega, Antilhas, Açores, Norte de África e Escandinávia, herborizando alguns milhares de espécimes de briófitos e líquenes, hoje depositados no herbário do Museu de História Natural de Paris. 

## Publicações
Entre as suas numerosas publicações contam-se:
- Les Bombements de Sphaignes, milieu biologique, 1927
- Brystheca Iberica, 1928
- Clés des mucorinées, 1939
- Essai de bryogéographie de la Péninsule Ibérique, 1947
- Essai de géographie botanique des hauteurs de l'Hautie et de leurs dépendances, mémoire présenté à la Faculté des sciences de Paris pour l'obtention du diplôme d'études supérieures (botanique), 1913
- Les êtres vivants, 1937
- Études sur la flore et la végétation de l'ouest de la France. II. Remarques sur quelques associations végétales du massif de Multonne. Concentration en ions II dans la bruyère à Sphaignes, 1926
- Matériaux pour la flore des algues d'eau douce de la Péninsule Ibérique. I. Hétérocontes, Euchlorophycées et Conjuguées de Galice, 1930
- La Végétation et les groupements muscinaux des montagnes d'Algésiras, 1945